# Dzidzantún
Dzidzantun är en ort i Mexiko.   Den ligger i kommunen Dzidzantún och delstaten Yucatán, i den östra delen av landet, 1 100 km öster om huvudstaden Mexico City. Dzidzantun ligger 10 meter över havet och antalet invånare är 8 301.
Terrängen runt Dzidzantun är mycket platt. Runt Dzidzantun är det glesbefolkat, med 16 invånare per kvadratkilometer. Dzidzantun är det största samhället i trakten. Trakten runt Dzidzantun består till största delen av jordbruksmark.